# Giorgia Meloni
Giorgia Meloni, italijanska političarka; * 15. januar 1977, Rim.
22. oktobra 2022 je postala predsednica italijanske vlade. Je prva ženska na tem položaju. Od leta 2006 je članica poslanske zbornice. Leta 2014 je postala vodja politične stranke Bratje Italije (FdI), od leta 2020 pa je predsednica Stranke evropskih konservativcev in reformistov.
Leta 1992 se je Melonijeva pridružila Mladinski fronti, podmladku Italijanskega socialnega gibanja (MSI), neofašistične politične stranke, ki so jo leta 1946 ustanovili nekdanji privrženci italijanskega fašističnega diktatorja Benita Mussolinija. Kasneje je postala nacionalna vodja Študentske akcije, študentskega gibanja Nacionalnega zavezništva (AN), postfašistične stranke, ki je leta 1995 postala pravna naslednica MSI in se usmerila proti nacionalnemu konzervativizmu. Od leta 1998 do 2002 je bila svetnica rimske province, nato pa je postala predsednica Mladinske akcije, podmladka AN. Leta 2008 je bila imenovana za ministrico za mladino v četrti vladi Silvia Berlusconija. To funkcijo je opravljala do leta 2011. Leta 2012 je soustanovila FdI, pravno naslednico AN, in leta 2014 postala njena predsednica. Neuspešno se je udeležila volitev v Evropski parlament leta 2014 in mestnih volitev v Rimu leta 2016. Po italijanskih splošnih volitvah leta 2018 je vodila FdI v opoziciji v celotnem času mandata, s čimer je FdI povečala svojo priljubljenost v javnomnenjskih raziskavah, zlasti med upravljanjem pandemije COVID-19 v Italiji s strani vlade Maria Draghija. FdI je bila edina stranka, ki v Draghijevi vladi narodne enotnosti ni sodelovala.
Je desna populistka in nacionalistka, njena politična stališča so bila opisana kot skrajno desna, kar sama zavrača. Opisuje se kot katoliška kristjanka in konservativka ter trdi, da brani "Boga, domovino in družino". Nasprotuje splavu, evtanaziji ter poroki in starševstvu istospolnih parov, saj pravi, da nuklearno družino sestavljajo izključno pari moški–ženska. Diskurz Melonijeve vključuje kritike globalizma in femonacionalistično retoriko. Nasprotuje sprejemanju nekrščanskih migrantov in multikulturalizmu, podpira pomorsko blokado za zaustavitev priseljevanja, obtožena je bila ksenofobije in islamofobije; Giorgia Meloni je krivdo za evropsko migrantsko krizo pripisala neokolonializmu. Kot zagovornica zveze NATO ohranja evroskeptične poglede na Evropsko unijo, ki jo opisuje kot evrorealistično, in se je zavzemala za boljše odnose z Rusijo pred rusko invazijo na Ukrajino leta 2022, ki jo je obsodila, in obljubila, da bo še naprej pošiljala orožje Ukrajini.
Meloni je izrazila kontroverzna stališča, kot je pohvala Mussolinija, ko je bila stara 19 let. Leta 2020 je pohvalila Giorgia Almiranteja, civilnega ministra v Mussolinijevi Italijanski socialni republiki, ki je produciral rasistično propagando in soustanovil MSI. Kljub temu je Melonijeva dejala, da ona in njena stranka obsojata tako zatiranje demokracije kot uvedbo italijanskih rasnih zakonov s strani fašističnega režima.

## Mladost
Giorgia Meloni se je rodila v Rimu 15. januarja 1977. Njen oče je bil s Sardinije, mati pa s Sicilije. Oče, davčni svetovalec, je bil leta 1995 obsojen zaradi trgovine z mamili in obsojen na devet let v španskem zaporu. Družino je zapustil leta 1988, ko je bila Giorgia stara enajst let, in se preselil na Kanarske otoke. Odraščala je v okrožju Garbatella.
Leta 1992 se je pri 15 letih pridružila Mladinski fronti, podmladku italijanskega socialnega gibanja (MSI), neofašistične politične stranke, ki je razpadla leta 1995. V tem času je ustanovila študentsko koordinacijo Gli Antenati (The Ancestors), ki so se udeležili protesta proti reformi javnega šolstva, ki jo je promovirala ministrica Rosa Russo Iervolino.
Leta 1996 je postala nacionalna vodja Študentske akcije, študentskega gibanja postfašističnega Nacionalnega zavezništva (AN), nacionalno-konservativnega naslednika MSI, ki je zastopala to gibanje v Forumu študentskih združenj. Leta 1998 je bila po zmagi na primarnih volitvah izvoljena za svetnico rimske province in na tem položaju ostala do leta 2002. Leta 2000 je bila izvoljena za nacionalno direktorico in leta 2004 postala prva ženska predsednica Youth Action, mladinskega krila AN. V teh letih je delala kot varuška in natakarica v Piper Club, enem najbolj znanih nočnih klubov v Rimu.
Giorgia Meloni je leta 1996 diplomirala na rimskem inštitutu Amerigo Vespucci (AVI). Po izvolitvi v italijanski parlament leta 2006 je v svojem življenjepisu zapisala, da je srednjo šolo iz jezikov zaključila s končno oceno 60/60. Podatek je bil deležen dvomov, saj AVI ni bila srednja šola za tuje jezike in ni bila usposobljena za izdajo diplome iz jezikov; namesto tega je bila srednja tehnična šola, specializirana za turistično industrijo, kar je kasneje pojasnila.

## Politična kariera

### Ministrica za mladino
Na italijanskih splošnih volitvah leta 2006 je bila izvoljena v poslansko zbornico kot članica Nacionalnega zavezništva (AN), kjer je postala njegova najmlajša podpredsednica. Istega leta je začela delati kot novinarka. Leta 2006 je zagovarjala zakone, ki jih je sprejela tretja Berlusconijeva vlada, ki so koristili podjetjem premierja in medijskega mogotca Silvia Berlusconija, poleg tega pa so zavlačevali tekoča sojenja, v katera je bil vpleten. Meloni je izjavila, "Da jih je treba kontekstualizirati. To so zakoni, ki si jih je ustvaril Silvio Berlusconi. Toda to so popolnoma pošteni zakoni."
Leta 2008, ko je bila stara 31 let, je bila imenovana za ministrico za mladino v četrti Berlusconijevi vladi. To funkcijo je opravljala do 16. novembra 2011, ko je bil Berlusconi zaradi finančne krize in javnih protestov prisiljen odstopiti s položaja premierja. Bila je najmlajša ministrica v zgodovini združene Italije. Avgusta 2008 je povabila italijanske športnike, naj bojkotirajo otvoritveno slovesnost olimpijskih iger v Pekingu v nasprotju s kitajsko politiko do Tibeta; to izjavo sta kritizirala Berlusconi, pa tudi minister za zunanje zadeve Franco Frattini. Leta 2009 se je njena stranka s Forza Italia (FI) združila v Ljudstvo svobode (PdL) in prevzela predsedovanje podmladku združene stranke, imenovanemu Mlada Italija. Istega leta je glasovala za zakonski odlok proti evtanaziji.
Novembra 2010 je v imenu ministrstva predstavila 300 milijonov evrov vreden paket Pravica do prihodnosti. Namenjen je bil vlaganju v mlade in je vseboval pet pobud, med drugim spodbude za nove podjetnike, bonuse v korist delavcev za določen čas in posojila za zaslužne študente. Novembra 2012 je napovedala svojo kandidaturo za vodenje PdL proti Angelinu Alfanu, v nasprotju s podporo stranke Montijevi vladi . Po odpovedi predizborov se je povezala s kolegoma politikoma Ignaziem La Russo in Guidom Crosettom, da bi oblikovala politiko proti Mariu Montiju, zahtevala prenovo znotraj stranke in bila tudi kritična do Berlusconijevega vodenja.

### Bratje Italije
Decembra 2012 so Melonijeva, La Russa in Crosetto ustanovili novo politično gibanje, Bratje Italije (FdI), katerega ime izhaja iz besed italijanske himne. Na italijanskih splošnih volitvah leta 2013 je nastopila kot del Berlusconijeve desnosredinske koalicije in prejela 2 odstotka glasov in 9 mandatov. Ponovno je bila izvoljena v poslansko zbornico Lombardije in kasneje imenovana za vodjo stranke v poslanski skupini. Na tem mestu je bila do leta 2014, ko je odstopila in se posvetila stranki. Nasledil jo je Fabio Rampelli.

#### Predsednica Bratov Italije
Marca 2014 je postala predsednica strank Bratje Italije (Fratelli d'Italia), aprila pa je s stranko nastopila na volitvah v Evropski parlament. Stranka FdI je prejela 3,7 odstotka glasov in ni presegla praga štirih odstotkov, zato ni postala evropska poslanka;
Kot vodja stranke se je odločila skleniti zavezništvo z Ligo (Lega), ki jo vodi Matteo Salvini, in z njim sprožila več političnih kampanj proti levosredinski vladi pod vodstvom Demokratske stranke (PD), s čimer se je FdI uvrstila med evroskeptične in desničarje. populistične stranke. Na italijanskih splošnih volitvah leta 2018 je FdI nastopal kot del desnosredinske koalicije  z Berlusconijevim Naprej, Italija, Salvinijevo Lego in <i>Mi z Italijo</i>. Desnosredinska koalicija, v kateri se je kot glavna politična sila izkazala Liga, je dobila večino sedežev v poslanski zbornici; ker nobena politična skupina ali stranka ni dobila popolne večine, je prišlo do visečega parlamenta.

#### Italijanske splošne volitve 2022
Pred splošnimi volitvami v Italiji leta 2022, predčasnimi volitvami, ki so bile razpisane po vladni krizi, je bilo med desnosredinsko koalicijo dogovorjeno, da bo za premierja predlagan vodja stranke, ki bo prejela največ glasov. Od julija 2022 je bila stranka Bratje Italije najvišje po raziskavah javnega mnenja, kazalo tudi je, da bi desnosredinska koalicija lahko dobila absolutno večino v parlamentu, kar bi po mnenju nekaterih akademikov bila najbolj desna vlada v zgodovini italijanske republike. Kot predsednica Evropske konservativne in reformistične stranke od leta 2020 je dejala, da deli izkušnje in vrednote Konservativne stranke v Združenem kraljestvu, Likuda v Izraelu in Republikanske stranke v Združenih državah Amerike. Kritiki so bili skeptični do njenih trditev in so navajali njene govore o priseljevanju in pravicah LGBT. Zavzemala se je za nižje davke, manj evropske birokracije in zaustavitev priseljevanja prek pomorske blokade, in dejala, da bo na prvo mesto postavila nacionalne interese.
Ob rekordno nizki volilni udeležbi  so volilne ankete napovedale, da bo desnosredinska koalicija osvojila večino sedežev na splošnih volitvah. Vodja levosredinske koalicije je kmalu po izidu volitev priznal poraz, madžarski premier Orbán, poljski premier Mateusz Morawiecki, Liz Truss iz Velike Britanije in Marine Le Pen, nekdanja vodja Nacionalnega zbora (RN) v Franciji, so Melonijevi čestitali. Po dolgih letih odsotnosti iz politike je Gianfranco Fini, nekdanji vodja MSI in AN v prvih letih Melonijeve politične kariere, izrazil zadovoljstvo nad njeno zmago, dejal, da je volil njeno stranko, in jo označil za antifašistko, kljub njenemu zavračanju etikete, za katero meni, da je politična.
Opazovalci so razpravljali o tem, kako desničarska bi bila vlada pod vodstvom Melonijeve ter katera oznaka in položaj v političnem spektru bi bila bolj točna ali realistična. Mnogi so jo različno opisovali kot prvo italijansko skrajno desno vlado po drugi svetovni vojni, Melonijevo pa kot prvo skrajno desno voditeljico po Benitu Mussoliniju, nekateri akademiki pa so jo opisali tudi kot najbolj desno vlado od 1945. Mnogi so dvomili o njeni usmeritvi in spomnili na Berlusconijeve in Salvinijeve ruske vezi, v nasprotju z atlantizmom, ki ga je zagovarjala Giorgia Meloni.

## Predsednica vlade Italije
Takoj po prvi seji nove zakonodajne oblasti so se v desnosredinski koaliciji začele krepiti napetosti. 13. oktobra je Berlusconi zavrnil podporo kandidaturi Ignazia La Russe, člana stranke Bratje Italije (FdI), za predsednika senata republike. Uspelo mu je biti izvoljen tako, da je v prvem krogu prejel 116 glasov od 206, zahvaljujoč podpori opozicijskih strank desnosredinski koaliciji. Napetosti so še rasle, zlasti med Berlusconijem in Melonijevo, ki jo je Berlusconi v seriji pisnih zapisov v senatu označil za "pokroviteljsko, prepotentno, arogantno" in "žaljivo". V naslednjih dneh so se napetosti po srečanjih vodstev strank sprostile in desnosredinske stranke so dosegle dogovor o oblikovanju nove vlade.
20. oktobra so se uradno začela posvetovanja med predsednikom Sergiom Mattarello in strankami. Naslednji dan so delegati FdI, Lige, FI in Civics of Italy – Us Moderates – MAIE sporočili Mattarelli, da so dosegli dogovor o oblikovanju koalicijske vlade z Melonijevo kot premierko. Popoldne je Mattarella je Giorgio Meloni poklical v Kvirinalsko palačo in ji podelil mandat za sestavo vlade. Nalogo je sprejela in še isti dan objavila sestavo svoje vlade, ki je uradno zaprisegla 22. oktobra. Giorgia Meloni prva ženska na mestu predsednice vlade.
V času njenega vodenja vlade je umrl predsednik koalicijske stranke Forza Italia Silvio Berlusconi. Označila ga je kot eno najvplivnejših osebnosti v zgodovini Italije in velikega borca. Leto dni po prisegi vlade Giorgie Meloni so mnogi politični analitiki izrazili presenečenje, da je premierka vodila precej sredinsko politiko.

## Politična stališča
Opazovalci so politična stališča Giorgie Meloni opisali kot skrajno desna. V intervjuju z Nicholasom Farrellom iz The Spectatorja julija 2022 je Meloni zavrnila opise svoje politike kot skrajno desne in jo označila za klevetniško kampanjo njenih nasprotnikov. Sebe je opisala kot mainstream konservativko. Poleg tega je bila Melonijeva opisana kot trdo desna, desničarska populistka, in nacionalistka.
Melonijeva je večkrat označena kot blizu Viktorju Orbánu, predsedniku madžarske vlade in vodji Fidesza, Nacionalnega zbora v Franciji in politične stranke Vox v Španiji, Giorgia Meloni je svojo politično stranko Bratje Italije (FdI) sama opisala kot glavno konservativno stranko in je omalovaževala njene postfašistične korenine. Je naklonjena prezidentizmu in podpira spremembo italijanske ustave.

### Zunanja politika
Melonijeva je leta 2011 glasovala za vojaško intervencijo v Libiji; leta 2019 je kritizirala francosko utemeljitev za intervencijo in navedla, da je do nje prišlo zaradi nasprotovanja Moamerja Gadafija franku CFA. Kritična je do odnosov Italije s Savdsko Arabijo in Katarjem, pri čemer trdi, da ti državi "sistematično in namerno širita fundamentalistične teorije, ki so glavni vzroki za rast islamskega fundamentalizma ". Nasprotovala je odločitvi, da finale Supercoppa Italiana gosti Savdska Arabija, in izjavila, da bi morala Italija aktivno izpostaviti vprašanje človekovih pravic v Savdski Arabiji. Melonijeva se je zavzemala za izgon indijskega veleposlanika v Italiji zaradi primera Enrica Lexie, in pozvala Alessandra Del Piera, naj zavrne igranje v indijski superligi, dokler se pridržani italijanski marinci ne vrnejo. Po primeru bogokletja Asia Bibi je kritizirala, kot je rekla, "molk Zahoda" in zagovarjala odločnejšo držo mednarodne skupnosti proti kršitvam človekovih pravic v Pakistanu.
Pred rusko invazijo na Ukrajino leta 2022 je bila Giorgia Meloni za boljše odnose z Rusijo in je čestitala Vladimirju Putinu za njegovo ponovno izvolitev za predsednika leta 2018. V svoji biografski knjigi Jaz sem Giorgia iz leta 2021 je zapisala, da Rusija pod Putinom brani evropske vrednote in krščansko identiteto. Od takrat je obsodila invazijo in se zavezala, da bo še naprej pošiljala orožje v Ukrajino, Podpira NATO, čeprav ohranja evroskeptične poglede na Evropsko unijo, pred tem pa je tudi zagovarjala izstop iz evroobmočja .   Zavrača oznako evroskeptika in daje prednost evrorealizmu konfederalne Evrope suverenih držav.  Kritičarka Kitajske je zagovornica tesnejših vezi med Italijo in Tajvanom.   Na Hrvaškem je kontroverzna osebnost zaradi svojih italijanskih iredentističnih izjav, v katerih je zahtevala Dalmacijo in Istro, ter zaradi nasprotovanja hrvaškemu vstopu v Evropsko unijo zaradi nerešenega spora glede lastnine izgnanih Italijanov po drugi svetovni vojni iz teh dveh hrvaških regije.  

### Pandemija COVID-19 in cepiva
Meloni je pokazala nasprotovanje cepivu. Svoje hčerke med pandemijo COVID-19 v Italiji denimo ni cepila, ker "to ni vera". Bila je kritizirana zaradi svojih izjav o cepivih in COVID-19, ko je izjavila, da je verjetnost, da nekdo, star 0–19 let, umre zaradi COVID-19, enaka verjetnosti, da bi ga zadela strela. Potem ko je njena stranka zmagala na splošnih volitvah v Italiji leta 2022, so se zavezali, da bodo pregledali stališča, ki jih je zavzela italijanska vlada med pandemijo COVID-19, in ukinili veljavni odlok o cepljenju proti COVID-19 za zdravstvene delavce.

## Zasebno
Giorgia Meloni ima s svojim partnerjem Andreo Giambrunom hčerko Ginevro. S partner, ki je novinar televizijskega kanala Mediaset Silvia Berlusconija, sta se razšla oktobra 2023 po ljubezenski aferi. Povedala je, da je katoliška kristjanka in je svojo versko identiteto deloma uporabila za pomoč pri izgradnji svoje nacionalne znamke. Leta 2019 je v govoru na shodu v Rimu dejala: "Jaz sem Giorgia. Sem ženska, sem mati, sem Italijanka, sem kristjanka." Septembra 2022 naj bi se še naprej oklepala starega italijanskega fašističnega slogana "Bog, domovina in družina". Povedala je, da zameri, da jo povezujejo s fašistično preteklostjo Italije.
Melonijeva je zaprisežena ljubiteljica fantazijskih pripovedi, zlasti Gospodarja prstanov Johna R. R. Tolkiena. Kot mladinska aktivistka italijanskega socialnega gibanja (MSI) se je udeležila festivala Camp Hobbit in pela skupaj s skrajno desničarsko folk skupino Compagnia dell'Anello, poimenovano po The Fellowship of the Ring. Pozneje je svojo politično konferenco poimenovala Atreju, po junaku romana Neskončna zgodba. Za The New York Times je povedala: "Mislim, da bi Tolkien lahko povedal bolje kot mi, v kaj verjamejo konzervativci." Poleg Tolkiena ji je všeč britanski konservativni filozof Roger Scruton in dejala: "Če bi bila Britanka, bi bila torijevka."